# Nerone (Rubinštejn)
Nerone è una grand opéra in quattro atti di Anton Grigor'evič Rubinštejn, su libretto di Jules Barbier, liberamente basata sulla vita dell'imperatore romano Nerone.

## Storia della composizione
La partitura venne commissionata a Rubinštejn dal direttore dell'Opéra national de Paris Émile Perrin tra il 1862 e il 1871. Il libretto originale fu scritto in francese da Jules Barbier. Il compositore iniziò a lavorare alla composizione negli anni 1875-76, quando la nuova direzione dell'Opéra aveva già accantonato il progetto. La prima dell'opera, in una traduzione in tedesco, ebbe luogo alla Staatsoper di Amburgo il 1 ottobre 1879, diretta dallo stesso Rubinštejn, e dove il ruolo di Nerone fu affidato al tenore Hermann Winkelmann, che in seguito ottenne un'immensa fama nel ruolo principale del Parsifal di Richard Wagner. In Russia, l'opera esordì eseguita in italiano al teatro Mariinskij di San Pietroburgo il 29 gennaio (10 febbraio) 1884. Le scene di danza del secondo atto furono preparate da Marius Petipa, ed ebbero un grande successo. La prima rappresentazione in originale, con libretto in francese, ebbe luogo a Rouen il 14 febbraio 1894. Tra gli artisti che hanno eseguito la parte di Nerone c'è anche Enrico Caruso.

## Trama
L'azione si svolge a Roma, attorno al 60 d.C..

### Atto I
In casa di Epicari. Epicari accoglie i suoi ospiti: Sacco, Terpnos, Vindice, Rufo e Pisone, e li rimprovera per i loro discorsi sediziosi contro l'imperatore, poi conduce tutti a bere, tranne Vindice, che riflette sul declino della gloria di Roma. Viene avvicinato da Crisa, che implora la sua protezione dagli ubriachi che l'hanno importunata, e gli racconta come era stata cresciuta vicino al tempio di Evandro senza conoscere sua madre. Appaiono gli augustani mascherati (i persecutori di Crisa) e Vindice la conduce in una galleria laterale. Tra di loro vi sono l'imperatore Nerone, Tigellino e Balbillo, che hanno visto la ragazza entrare nella casa di Epicari. La padrona di casa chiede agli intrusi di togliersi le maschere, ma Nerone ordina ai suoi uomini di perquisire la casa, e così vengono scoperti Vindice e la ragazza. Quando Crisa viene introdotta, riconosce sua madre, Epicari, e cade tra le sue braccia. Tra Nerone e Crisa viene messa in scena una finta cerimonia nuziale ed Epicari mette del sonnifero nel vino della figlia, nella speranza di salvarla dalla disgrazia. I danzatori circondano Nerone e Crisa, recitando un'orgia ed un baccanale. Vindice celebra l'evento con un epitaffio. Crisa sviene ed Epicari afferma di averla uccisa. La rabbia di Nerone si accende su Vindice che viene arrestato.

### Atto II
Scena prima Le stanze di Poppea nel palazzo imperiale. Balbillo ha informato Poppea di quanto accaduto a casa di Epicari, poi esce furtivamente mentre entra l'imperatore. I sentimenti di Poppea nei confronti della moglie di Nerone, Ottavia, si placano quando apprende che è stata uccisa, accusata di adulterio. Nerone dichiara Poppea nuova imperatrice e le consegna un regalo da parte di Agrippina: una scatola di gioielli, tra i quali c'è un bracciale con il ritratto di Crisa. Mentre le ancelle le cingono i gioielli, Nerone intona un canto. Vindice, che è stato condannato per le sue azioni, viene portato davanti all'imperatore, ma Poppea chiede di conoscere il suo crimine: aver cantato l'epitalamio di Crisa e Nerone, è la sua risposta. In questo momento arriva Epicari, che implora il ritorno di sua figlia, rapita, così crede, da Nerone. Con questa rivelazione, tutti capiscono che la morte di Crisa era solo una finta. Nerone è indignato, ma per l'intercessione di Poppea le vite di Vindice ed Epicari vengono risparmiate.
Scena seconda La piazza davanti al tempio di Evandro, dove sono riuniti vari gruppi di persone - Galli, Germani, Etiopi e cristiani. Un cristiano fa un gesto minaccioso verso il tempio, e la popolazione romana, chiedendo vendetta, lo trascina via. Epicari e Vindice, ora liberati, appaiono tra la folla che canta lodi a gloria di Cesare. Segue un intermezzo con dei soldati e un gruppo di baccanti. Preceduto da un'elaborata processione, appare infine Nerone su un carro, seguito da Agrippina, in onore della quale l'imperatore promette giochi grandiosi. Nel frattempo Poppea, guidata da Balbillo, entra furtivamente nella vicina casa di Epicari ed informa lei e Vindice che Crisa è tenuta prigioniera da Agrippina. Sui gradini del tempio Nerone si proclama un dio e la folla lo saluta.

### Atto III
Scena prima Crisa è sola nella casetta in cui è cresciuta. Entra Vindice e la calma; la ragazza dichiara che il suo dio cristiano le darà forza. I due sono raggiunti da Epicari, che li informa che Agrippina è morta, ma che la loro fuga da Roma è impedita dal coprifuoco nelle strade. Vindice se ne va e Crisa cade addormentata ai piedi di sua madre. Le due donne sono sorprese dall'improvvisa apparizione di Nerone, che promette di esiliare Poppea se Crisa lo seguirà. I vani tentativi dell'imperatore di sedurla alla fine si trasformano in rabbia, ma all'improvviso irrompe Poppea, che ora ha la conferma dell'infedeltà di Nerone. Questi chiama la sua guardia, ma appare Vindice con una spada sguainata e, per lo scorno di Nerone, Crisa ed Epicari riescono a scappare. Nerone, con un pugnale in mano, sta per punire Poppea, quando Sacco corre in scena per annunciare che Roma è in fiamme. È stato lo stesso Nerone a dare l'ordine di incendiare la città, ed ha in mente di incolpare i cristiani per questo.
Scena seconda Una piazza di Roma. Gruppi di persone spaventate corrono per sfuggire all'incendio ed imprecano contro i cristiani. Mentre la gente si disperde, entrano Epicari, Vindice e Crisa. Nerone appare ora in cima alla torre di Mecenate con Poppea, Sacco, Tigellino e Balbillo. L'imperatore ammira la scena della devastazione e, chiedendo la sua lira, si mette a cantare. L'incendio diventa più intenso e, in accordo ai comandi dell'imperatore, la popolazione rinnova la sua richiesta di vendetta contro i cristiani. Crisa parla al popolo in difesa della sua fede, ma la gente non è dell'umore giusto per le sue proteste. Nerone, che ha visto gli eventi che si svolgono in basso, scende sulla piazza con il suo seguito; cerca invano di proteggere Crisa dalla folla, ma la ragazza viene colpita e muore tra le braccia di sua madre. Vindice, con la spada in mano, si precipita nella piazza, che viene lentamente inghiottita dalle fiamme. Nerone, la corte e la popolazione si allontanano in fretta, ma Epicari rimane con il cadavere di sua figlia per perire nell'incedio.

### Atto IV
Scena prima Una piazza di Roma. Nerone è scomparso e Tigellino e Balbillo, avvertendo il pericolo, si preparano a fuggire da Roma, con le tasche piene d'oro e pietre preziose. Lupo entra a proclamare l'assassinio di Poppea e la follia e la fuga dell'imperatore. Una truppa guidata da Vindice marcia sulla città.
Scena seconda Il mausoleo di Augusto. Un violento temporale infuria e le porte si aprono per far entrare Nerone fuggiasco. Gli appaioni i fantasmi di Claudio, Britannico, Ottavia, Agrippina, Poppea, Crisa ed altre vittime della sua tirannia.
Scena terza La strada per Roma. Vindice e le sue legioni giurano vendetta contro Nerone e marciano verso la città. Dopo che se ne sono andati, Nerone e Sacco escono da alcuni arbusti, ma vengono individuati da un centurione. Incapace di uccidersi, Nerone ordina a Sacco di farlo per lui. Vindice ritorna per trovare l'imperatore morto. Una meteora a forma di croce appare nei cieli.